# Ours-roi Valemon

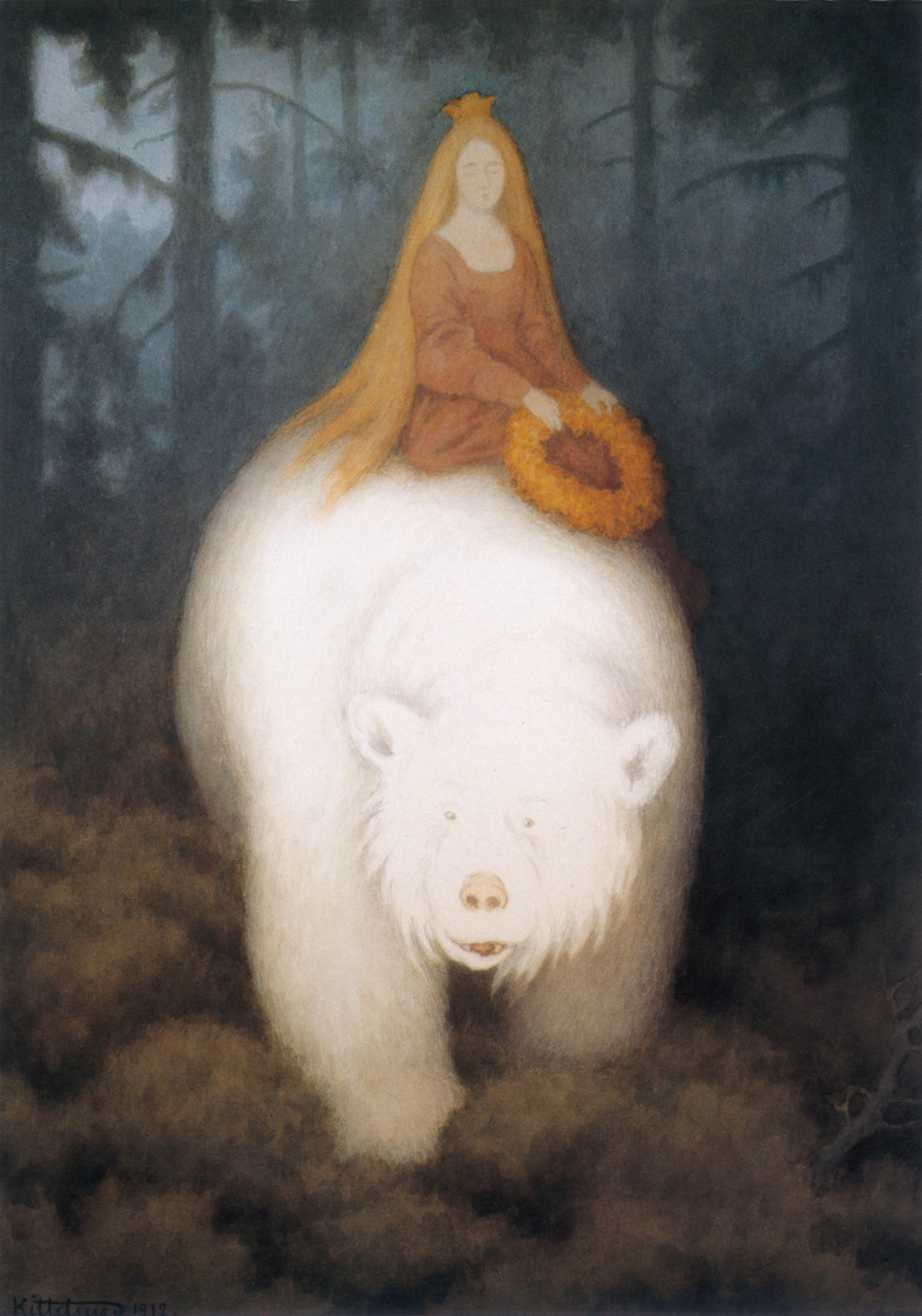
L'ours-roi Valemon par Theodor Kittelsen.

L’Ours-roi Valemon (en norvégien : Kvitebjørn kong Valemon) est un conte populaire norvégien qui raconte l'histoire de Valemon, le jeune roi du pays de l'été, changé en ours blanc par la princesse du pays de nulle part qu'il avait refusé d'épouser.
Le conte a été collecté en 1870 par l'illustrateur August Schneider auprès d'une paysanne, Thore Aslaksdotter (née en 1832), dans le Setesdal. Il constitue une variante du conte intitulé À l'est du soleil et à l'ouest de la lune.